# Affaire Georges Segretin
L’affaire Georges Segretin ou Affaire Ernest Rodric, appelée dans un premier temps « affaire Monique Case », également appelée « affaire du Bois Bleu » de par le lieu où le crime a été perpétré (entre Germigny-l'Exempt, Grossouvre et La Chapelle-Hugon) est une affaire criminelle française.

## Découverte du crime
Le 4 novembre 1965, au lieu-dit le « Bois Bleu » dans le Cher, Georges Segretin, chef de bureau à la Société générale est retrouvé carbonisé dans sa 2CV.

## L'enquête et les soupçons contre Monique Case
L’enquête s’oriente rapidement sur Monique Case, commerçante avec son époux à La Guerche-sur-l'Aubois. Des rumeurs circulent sur sa vie « dissolue ». Très vite la trop élégante et trop sociable dame est accusée du meurtre avec la complicité d'un gendarme chargé de l’enquête, Jules Barrault. Les médias locaux, nationaux et bientôt internationaux s’emparent de l’histoire, et la suspecte est surnommée « Monique la diabolique ». Les enquêteurs, persuadés d’avoir trouvé la coupable idéale, s’acharnent. 
À Paris le meurtre de Ben Barka fait des remous. Le crime de La Guerche pourrait alors servir de dérivatif. Certains journaux remettent pourtant en doute la culpabilité de Monique Case qui risque la guillotine.

## Contrenquête, découverte du véritable assassin
Monique Case est inculpée, mais elle ne va rester que 43 jours en prison. En effet, la contre-enquête d’une juge intègre, Georgette Chouvelon, va établir son innocence. Le véritable assassin, Ernest Rodrigues est arrêté un an après les faits et sera condamné aux travaux forcés à perpétuité,.
L'affaire a été jugée révélatrice de la société française des années 1960, où la suspecte a été jugée coupable plus sur sa prétendue immoralité (d'autant que son adultère avec le gendarme n'a jamais été établi) que sur de réelles preuves.

## Émission radiophonique
- « L’affaire du Bois Bleu », le 24 novembre 2011 dans L'heure du crime de Jacques Pradel sur RTL.

## Adaptation télévisée
- France 2 diffuse le lundi 28 février 2022 le téléfilm Deux Femmes d’Isabelle Doval avec Odile Vuillemin et Agathe Bonitzer, très inspiré de cette affaire[6].